# 内镜逆行胰胆管造影
内窥镜逆行胰胆管造影（英語：Endoscopic retrograde cholangiopancreatography，ERCP）是一种结合使用内镜检查和X线透视检查来诊断和治疗胆管或胰管系统某些问题的技术。主要由训练有素且受过专业培训的胃肠病学家执行。通过内窥镜，医生可以看到胃和十二指肠的内部，并将造影剂注入胆管和胰腺的导管，以便在X光片上显示。
ERCP主要用于诊断和治疗胆管和主胰管的疾病，包括胆结石、炎症性狭窄（瘢痕）、渗漏（来自创伤和手术）和癌症。ERCP 可以出于诊断和治疗的原因进行，尽管更安全和相对无创的检查（例如磁共振胰胆管成像（MRCP）和超音波内視镜）的发展意味着现在很少在没有治疗目的的情况下进行ERCP。

## 医疗用途

### 诊断

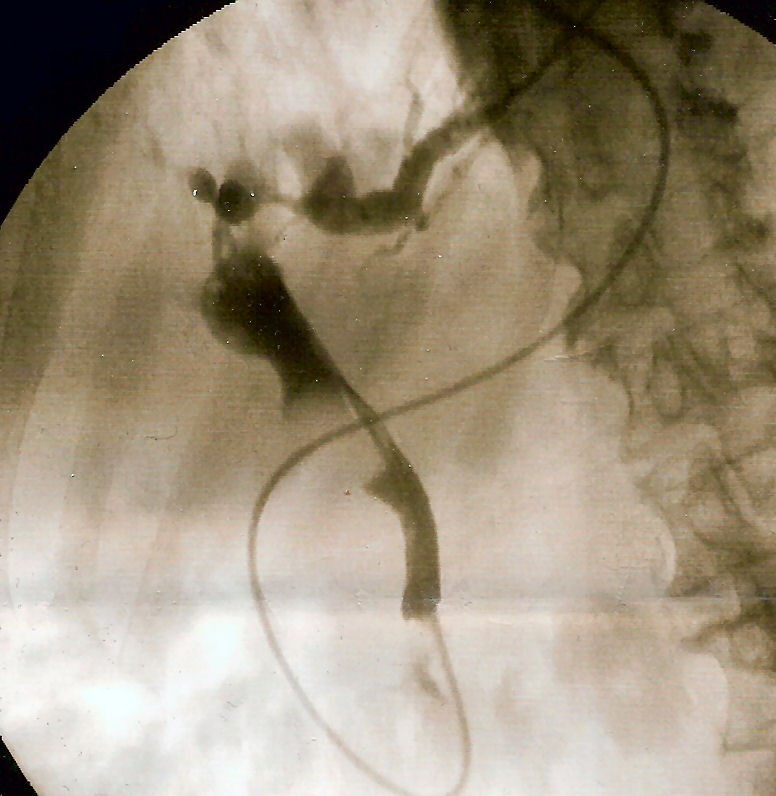
ERCP时所见胆总管结石的透视图像。结石嵌在远端胆总管中。已插入鼻胆管。

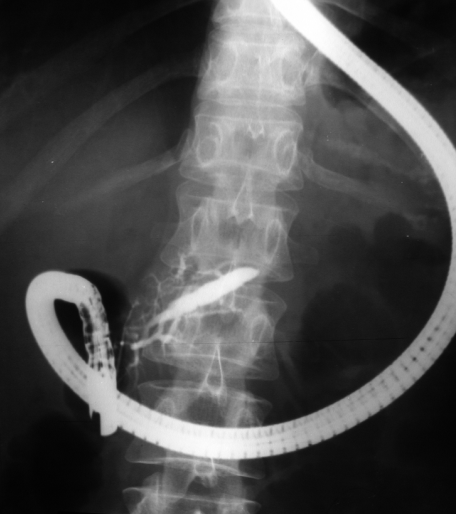
透视图像显示ERCP检查期间胰管扩张。内窥镜可见。

以下是ERCP的适应症，特别是当侵入性较小的选择不充分或不明确时：
- 阻塞性黄疸 - 可能由于多种原因
  - 超声检查显示胆管扩张的胆结石
  - 不确定的胆道狭窄和疑似胆管肿瘤[5]
  - 怀疑因外伤或医源性损伤胆管
  - 奥迪括约肌功能障碍
- 慢性胰腺炎目前是一个有争议的适应症，因为可以广泛使用更安全的诊断方式，包括超音波内視镜、CT和MRI/MRCP
- 胰腺肿瘤不再代表ERCP的有效诊断指征，除非它们引起胆管梗阻和黄疸。超音波内視镜代表了一种更安全、更准确的诊断选择

### 治疗
当需要以下任何一项时，可以在上述诊断场景中指示ERCP：
- Oddi括约肌内镜下括约肌切开术
- 提取胆结石或其他胆道碎片[6]
- 通过十二指肠大乳头和法特壶腹将支架插入胆总管或胰管
- 狭窄扩张（例如原发性硬化性胆管炎、肝移植后的吻合口狭窄）[7]

## 禁忌症
- 急性胰腺炎（除胆红素持续升高或升高提示持续梗阻）[8]
- 如果计划进行括约肌切开术，则会出现（不可逆的）凝血障碍
- 近期心肌梗塞或肺栓塞
- 严重心肺疾病或其他严重疾病

对碘对比剂过敏或碘对比染剂过敏史不是ERCP的禁忌症，但应与您的医疗保健提供者讨论，并应告知您对碘过敏，然后将另一种无碘对比材料（“染剂”）轻轻注入导管（胰腺或胆道）并拍摄X光片。

## 程序
对病人进行镇静或麻醉。然后将内窥镜通过嘴插入食道，进入胃，通过幽门进入十二指肠，到达法特壶腹。Oddi括约肌是一个肌肉瓣膜，控制着壶腹的开口。该区域可以在执行各种程序时使用内窥镜相机直接可视化。通过壶腹插入塑料导管或套管，并将放射性造影剂注入胆管和胰管。透视检查用于寻找阻塞或其他病变，如结石。
需要时，可用括约肌切刀切开来扩大壶腹和胆管的括约肌，以便去除胆结石或进行其他治疗。
与ERCP相关的其他程序包括用篮或球囊拖曳胆总管以去除胆结石，以及插入塑料支架以帮助引流胆汁。此外，还可以对胰管进行插管并插入支架。
在胰腺炎的情况下，胰管需要可视化。超声通常是入院时进行的第一项检查；虽然它对胰腺炎或其并发症的诊断价值不大。对比增强计算机断层扫描（MD-CECT）是最常用的成像技术。 然而，磁共振成像（MRI）提供类似于CT的诊断能力，并具有额外的内在优势，包括缺乏电离辐射和精细的软组织表征。
在特定情况下，其他专用或辅助内窥镜可用于ERCP。 这些包括母婴和SpyGlass胆管镜（通过直接可视化导管而不是仅获得 X 射线图像来帮助诊断）以及球囊肠镜（例如，在以前接受过胰十二指肠切除术或鲁氏Y型吻合术解剖的消化系统手术的患者中）。

## 风险
经内镜逆行胰胆管造影术（ERCP）后最常见和最危险的并发症之一是ERCP术后胰腺炎（PEP）。在以前的研究中，PEP的发生率估计为3.5%至5%。根据Cotton等人的说法，PEP被定义为“在需要入院或延长计划入院时间的手术后超过24小时，淀粉酶至少达到正常上限三倍的临床胰腺炎”。PEP严重程度的分级主要基于住院时间。
发展PEP的风险因素包括与ERCP程序相关的技术问题和患者特定的技术问题。技术因素包括胰管的操作和造影剂注入、持续超过5分钟的插管尝试以及胆道球囊括约肌扩张；与患者相关的因素包括女性、年龄较小和Oddi括约肌功能障碍。对临床试验的系统评价得出结论，既往有PEP或胰腺炎病史显着增加PEP的风险分别为17.8%和5.5%。
肠穿孔是任何肠胃内窥镜手术的风险，如果进行括约肌切开术，则是额外的风险。由于十二指肠的第二部分在解剖学上位于腹膜后间隙（即在腹部的腹膜结构后面），因此括约肌切开术导致的穿孔位于腹膜后。括约肌切开术也与出血风险有关。ERCP可能会导致易碎的肺门肿瘤创伤或导丝穿透胆管壁引起胆道出血，从而形成胆瘘。延迟出血是括约肌切开术的一种罕见但潜在的严重并发症，尤其是许多患者在ERCP后数小时内出院回家。
对于对含碘化合物过敏的患者，碘对比剂也存在相关风险，即使您在医院期间发生过敏反应，也可能非常严重。